# Ireneusz Paliński
Ireneusz Paliński (Nużewo, 13 maggio 1932 – Varsavia, 9 luglio 2006) è stato un sollevatore polacco campione olimpico, mondiale ed europeo che ha gareggiato nelle categorie dei pesi massimi leggeri (fino a 82,5 kg.) e dei pesi medio-massimi (fino a 90 kg.).

## Biografia
Ireneusz Paliński è stato uno dei più grandi sollevatori polacchi della storia ed è stato il primo a vincere un titolo olimpico per il suo Paese nel sollevamento pesi.
Vinse una medaglia d'oro ed una di bronzo ai Giochi Olimpici del 1960 e del 1964 e numerose altre medaglie tra Campionati mondiali di sollevamento pesi e Campionati europei, tra le quali spicca la medaglia d'oro ai Campionati mondiali ed europei di Vienna 1961.
Nel corso della sua carriera Paliński realizzò anche 7 record mondiali, di cui due nella prova di slancio della categoria dei pesi massimi leggeri, quattro nella prova di slancio dei pesi medio-massimi ed uno nel totale di tre prove di quest'ultima categoria.
Morì di cancro all'età di 74 anni.